# Весли
Весли Лопес да Силва (порт. Wesley Lopes da Silva род. 10 ноября 1980, Вила-Велья, Эспириту-Санту, более известный как Вэсли (порт. Wesley) — бразильский футболист.

## Карьера
14 августа 2003 года он перешел в команду «Пенафиел», которая в то время выступала в Лиге де Хонра. В своем первом сезоне он забил 9 голов вместе с Роберто, который забил 20 голов, и Гамильтоном дос Сантосом Жуниором, который забил 9 голов. Это помогло команде «Пенафиел» завоевать повышение в классе, заняв третье место. Во втором сезоне он стал четвертым лучшим бомбардиром португальской лиги. 
В августе 2005 года он пересек границу и присоединился к новичку Ла Лиги «Алавес». Уэсли вернулся в Португалию в 2007 году, присоединившись к команде «Пасуш Феррейра». В сезоне 2007/08 он забил 11 голов. На сезон 2008/09 Уэсли перешел в «Лейшойнш». После Португалии играл за «Васлуй», саудовский «Аль-Хиляль», колумбийский «Мильонариос» и «Политехнику». Завершил карьеру в родной команде «Понте-Прета», в которой играл с 1993 по 2003 год.